# Een kuil voor een ander
Een kuil voor een ander is het elfde deel van de Nederlandse detectiveserie De Waal en Baantjer, die vanaf deel 4 door alleen Simon de Waal werd verzorgd na het overlijden van Appie Baantjer.

## Samenvatting

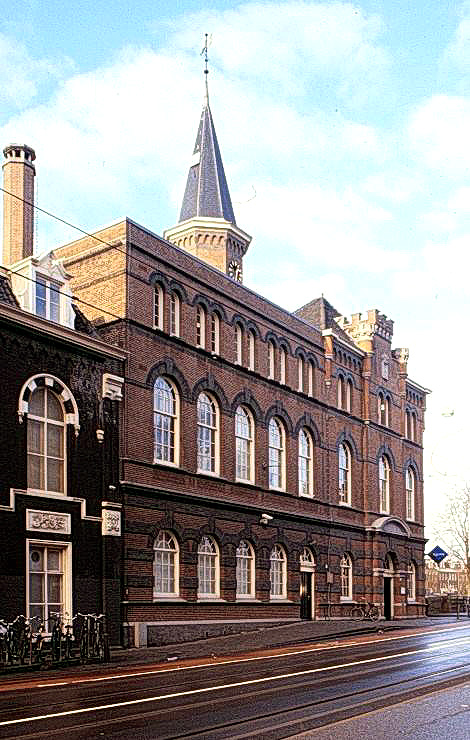
Raampoort

De twee rechercheurs van deze detectiveserie zijn:
- Peter van Opperdoes. Na 25 jaar recherchewerk aan het bureau Warmoesstraat had hij overplaatsing gevraagd naar Politiebureau Raampoort aan de Marnixstraat. Hij woont aan de Brouwersgracht en is in 2009 kinderloos weduwnaar geworden. Hij meent nog goed contact met zijn overleden vrouw te hebben.
- Jacob. Rechercheur van bureau Raampoort. Hij is getrouwd en heeft 2 kinderen. Het bureau Raampoort ziet onder andere toe op de Amsterdamse volkswijk De Jordaan.

## Verhaal
Peter van Opperdoes is bezig wat vrije dagen op te nemen in een Amsterdam dat aan het einde van het kalenderjaar moeilijk berijdbaar is door winterse gladheid. Café Papeneiland wordt beschermd door betonnen Amsterdammertjes voor de deur. De besneeuwde brug tussen de Brouwersgracht en de Prinsengracht is voor de meeste automobilisten een te lastige hindernis.
Zijn collega Jacob komt Peter ophalen. In een groot renovatiepand aan de Singel ter hoogte van de Bergstraat is een lijk gevonden achter een gat in een loze tussenmuur. Het lijk lijkt in een speciaal gegraven kuil te liggen. Nader onderzoek leert de rechercheurs dat het pand grenst aan en via een dichte deur is verbonden met een pand aan de Herengracht . Via een trap komen ze uit bij dat pand aan de Herengracht met drie verdiepingen. Op de 2e verdieping rent een man met succes weg. De rechercheurs nemen ene Paolo Rossi mee naar het bureau voor verdere ondervraging. Beneden woont een oude man Sjoerd Postma, die zegt eigenaar te zijn van het pand.
Het gevonden lijk is van Lucas Vos en dat is vreemd want Lucas is een jaar eerder overleden. De twee rechercheurs trekken op met een vrouwelijke collega, Diana, die werkt voor de Technische Recherche. In de zakken van de overledene vinden de rechercheurs onder andere een afstandsbediening van een auto. Na een rondje langs de grachten arresteren ze een lease-Audi, die op naam blijkt te staan van Luuk P. de Winter, woonachtig aan de Ohmstraat. Op dat adres treffen ze zijn vriendin Evelien Wekers aan, die over eenzelfde soort pistool beschikt als het exemplaar dat in de Audi was aangetroffen. Evelien wordt vastgezet wegens verboden wapenbezit. Peter stelt vast dat Evelien en Luuk op dezelfde dag een rijbewijs hebben ontvangen, ongeveer een jaar eerder. Diezelfde avond komt advocaat Pasman bij Peter thuis langs en geeft hem een nummer van een Brabantse rechercheur, die licht op de zaak zal kunnen werpen. De volgende ochtend wordt Evelien W. vrijgelaten en nemen de twee rechercheurs contact op met de rechercheur, Robin Mulder. Ze is toevallig in Amsterdam en komt langs voor een gesprek.
Rechercheur Peter krijgt via een geheimzinnige notaris een brief van een de overleden Lucas Vos bestemd voor de recherche na zijn dood. Die schrijft dat na zijn dood de recherche op een precies geduide plaats in een bos in Luyksgestel een lijk op kan graven. Tevens waarschuwt hij voor een foute vrouwelijke blonde 35-jarige rechercheur die getuige was toen Baltus Verhoeven dit lijk begroef. Peter, Jacob en Diana nemen de uitdaging aan en rijden naar dat bos en graven daar het lijk van ene John de Vries op. Terwijl ze niet weten wat verder te doen, worden ze overlopen door Officier van justitie Hansen en rechercheur Robin Mulder. Beiden zijn ze eerder al in Amsterdam tegengekomen. Officier Hansen is zelfs overgeplaatst na een vorig rechercheonderzoek, waarbij Peter en Jacob nauw waren betrokken. Ze komen ter plekke na ampel overleg overeen de zaak aan het NFI over te dragen.
Intussen is komen vast te staan dat het lijk in het renovatiepand dat van Lucas Vos was. Hij ging sinds een jaar door het leven als Luuk P. de Winter en zijn vrouw Suzanne Vos ging verder als Evelien Wekers. Advocaat Pasman die steeds opduikt, vertegenwoordigt de belangen van Evelien Wekers, de kersverse weduwe. Peter en Jacob treffen bij een tweede poging de bewoners van de eerste etage aan de Herengracht thuis aan. Ze maken kennis met Pim de Vries en Marijke Dekker, die 2 maanden geleden vanuit Brabant aan de Herengracht zijn komen wonen.
Langzaamaan komen de Amsterdamse rechercheurs klem te zitten tussen een Brabants misdaadsyndicaat onder leiding van Baltus Verhoeven en het lijk van Lucas Vos aan de Singel in Amsterdam. Ze komen er nog niet achter of OvJ Hansen en rechercheur Robin Mulder fout of goed zijn.
Een dag na de vondst van het lijk van John de Vries wordt in Amsterdam nabij de Wibautstraat het doorzeefde lichaam van Baltus Verhoeven gevonden. Terugpeiling van de gevonden telefoon van het slachtoffer leidde de rechercheurs naar Evelien Wekers in de Ohmstraat, die de moord bekent. Evelien wordt vastgezet en ook haar advocaat Pasman legt zich daar bij neer. Intussen levert Peter bewijs aan Hansen dat het rijgedrag van Robin Mulder in het Brabantse bos verdacht was. Zij reed als enige chauffeur rechtstreeks naar de plaats delict.
Commissaris Leo van Straaten van bureau Raampoort gaat zich persoonlijk met het veldwerk bemoeien. Hij trekt zijn uniform uit en arresteert listig voor een café de voortvluchtige Hidde Postma, de zoon van Sjoerd. Die bekent het lijk van Luuk voor 2000 euro te hebben doen verdwijnen. De jaloerse bovenbuurman Pim had Luuk vermoord toen hij het aanlegde met zijn beeldschone vriendin Marijke.
Toen was het tijd voor een valstrik à la rechercheur De Cock. Evelien wordt met toestemming van haar advocaat vrijgelaten en krijgt politiebewaking voor haar deur. Als die wordt weggehaald neemt Robin Mulder contact op. Evelien bekent haar ook getuige te zijn geweest van het begraven van John de Vries en eist geld. Robin Mulder wordt na dit gesprek opgepakt door de Amsterdamse rechercheurs. Officier van justitie Hansen lijkt dit keer redelijk schone handen te hebben, hoewel commissaris Van Straaten twijfels houdt.
Aan het eind roken de rechercheurs weer sigaren op het besneeuwde dakterras van Raampoort. Ze stellen vast dat vreemd gaan twee moorden uit wraak opleverde. Die op Lukas en op Baltus. De overleden vrouw van Peter fluistert hem in dat hij best eens vreemd mag gaan, omdat dat nu eenmaal niet meer die kwalificatie verdient.